# Adilet
Die Demokratische Partei Kasachstans „Adilet“ (kasachisch «Әділет» демократиялық партиясы («Әділет» ДП)) ist eine liberale Partei in Kasachstan.

## Geschichte
Vorsitzender der Partei ist Maksut Narikbajew. Sie wurde am 14. Juni 2004 vom Justizministerium zugelassen und hat zurzeit 70.000 Mitglieder.
Die Partei unterhält Vertretungen in allen 14 Gebieten der Republik und in den beiden Städten Astana und Almaty. Ihre Prioritäten liegen im Aufbau eines demokratischen, sozial ausgerichteten Rechtsstaates, einer modernen und entwickelten Wirtschaft sowie einer Bürgergesellschaft. Sie ist aber auch pro-präsidentiell.
Bei den vorletzten Parlamentswahlen 2004 bekam die Partei 0,76 % aller Stimmen und ein Direktmandat im Unterhaus des Parlaments.
2005 trat die Partei bei den Präsidentschaftswahlen als Teil der Volkskoalition Kasachstans an, die dem amtierenden Präsidenten Nursultan Nasarbajew nahestand.
Bei der Parlamentswahl in Kasachstan 2012 erhielt die Partei 0,66 % der Stimmen und belegte den letzten Platz. Somit verpasste sie den Einzug in die Mäschilis.